# Hans-Georg Fritzsche
Hans-Georg Fritzsche (* 1. Februar 1926 in Naumburg; † 29. Mai 1986) war ein deutscher Theologe und Hochschullehrer.

## Leben
Fritzsche studierte evangelische Theologie und Philosophie. Er promovierte in den Fächern Systematische Theologie und Philosophie. Seit 1956 war er Dozent und seit 1960 Professor für Systematische Theologie an der Humboldt-Universität zu Berlin. Schon bald musste er die Berliner Fakultät verlassen, weil die SED seinen Widersacher, den links orientierten Hanfried Müller, als Dozenten eingesetzt hatte. Fritzsche lehrte dann in Halle (Saale) und Jena, behielt aber seinen Wohnsitz in Kleinmachnow bei. Schon 1966 kam er nach Ost-Berlin zurück. Seine besondere Aufmerksamkeit widmete er der Wechselwirkung von Theologie und Philosophie mit den ihn vor allem interessierenden Folgen für Theologie und Kirche.
Fritzsche beschäftigte sich mit den Fragen der Theodizee und der Gottesbeweise. Er lehrte z. B. die „Komplementarität als erkenntnistheoretisches Prinzip in der Theologie“. So legte er einen Dogmatik-Entwurf vor und praktische Handbücher der theologischen Ethik. Vielfach benutzt wurde auch sein Werk Leittexte der Bibel (1981), eine Systematische Theologie auf der Grundlage biblischer Texte. Zahlreiche seiner Bücher erschienen parallel bei der Evangelischen Verlagsanstalt (DDR) und im Göttinger Verlag Vandenhoeck & Ruprecht.
Fritzsche gehörte der CDU der DDR an. Er arbeitete an wissenschaftlichen Sammelwerken mit, wie der Theologischen Realenzyklopädie, beispielsweise am Artikel Dekalog IV. Ethisch (TRE 8, S. 418–428).
Er starb kurz nach Vollendung seines 60. Lebensjahres. Der letzte Band seiner Dogmatik erschien postum. Bestattet wurde er auf Feld 11 des Waldfriedhofs Kleinmachnow, einem Prominentenfriedhof.

## Mitarbeiter der DDR-Staatssicherheit
Seit 1956 war er Inoffizieller Mitarbeiter (IM) der Stasi. Das Ministerium für Staatssicherheit benutzte Fritzsches Ruf als westlich orientierten Theologen, um an Informationen aus staatsunabhängigen Theologenkreisen heranzukommen, während Fritzsche angab, seine IM-Tätigkeit als Schutz für seine „bürgerlich-westlich orientierte“ Theologie zu nutzen.

## Schriften
- Die Strukturtypen der Theologie. Eine kritische Einführung in die Theologie. Evangelische Verlagsanstalt, Berlin 1961
- Das Christentum und die Weltanschauungen. Herbert Reich, Evangelischer Verlag, Hamburg 1962
- Vom Herrengeheimnis der Wahrheit. Festschrift für Heinrich Vogel. Lettner-Verlag, Berlin / Stuttgart 1962
- Das Christentum und die Weltanschauungen. Zugleich eine Einführung in die Kirchliche Dogmatik Karl Barths unter vorwiegend apologetischem Gesichtspunkt. Hamburg 1962
- Evangelische Ethik – Die Gebote Gottes als Grundprinzipien christlichen Handelns. Evangelische Verlagsanstalt, Berlin 1963
- Die Perspektiven des Menschen. Naturphilosophischen Aspekte zur theologischen Anthropologie. Herbert Reich, Evangelischer Verlag, Berlin 1969
- Rezensionen zu Wilhelm Korff: Theologische Ethik. Eine Einführung. Herder, Freiburg i.Br. 1976
- Hauptstücke des christlichen Glaubens. Grundriß der christlichen Glaubenslehre. Evangelische Verlagsanstalt, Berlin 1979
- Einar Billing. Die Gottesreichidee und das soziale Leben. Mit einer Einführung in E. Billings Leben und Werk. Evangelische Verlagsanstalt, Berlin 1981
- Leittexte der Bibel – Systematische Theologie auf der Grundlage biblischer Texte. Evangelische Verlagsanstalt, Berlin 1981
- Lehrbuch der Dogmatik – Teil I: Prinzipienlehre. Evangelische Verlagsanstalt, Berlin 1964 (Zweite, erweiterte Auflage 1984)
- Lehrbuch der Dogmatik – Teil II: Lehre von Gott und der Schöpfung. Evangelische Verlagsanstalt, Berlin 1967 (Zweite, erweiterte Auflage 1984)
- Lehrbuch der Dogmatik – Teil III: Christologie. Evangelische Verlagsanstalt, Berlin 1975
- Schuld und Übel: zum Theodizeeproblem. Evangelische Verlagsanstalt, Berlin 1987
- Lehrbuch der Dogmatik. Teil IV: Ekklesiologie – Ethik – Eschatologie. Evangelische Verlagsanstalt, Berlin 1988